# Tổng thống Áo
Tổng thống Áo (tiếng Đức: Bundespräsident der Republik Österreich, n.đ. 'Tổng thống Liên bang Cộng hòa Áo') là nguyên thủ quốc gia của Áo.
Chức vụ tổng thống được Quốc hội lập hiến Áo thành lập vào năm 1920 sau khi Đế quốc Áo-Hung và chế độ quân chủ Habsburg sụp đổ vào năm 1918. Là nguyên thủ quốc gia, tổng thống gián tiếp kế vị hoàng đế Áo. Nhiệm vụ và quyền hạn của tổng thống đã thay đổi đáng kể. Trong thời kỳ đầu của nền Đệ nhất Cộng hòa, tổng thống chỉ là một chức vụ hữu danh vô thực. Vào cuối nền Đệ nhất Cộng hòa, tổng thống nhận được những quyền hạn to lớn nhưng quyền hạn này nhanh chóng bị tước bỏ sau khi chế độ Nhà nước Liên bang Áo được thành lập vào năm 1934, Hiến pháp Áo bị sửa đổi. Khi Đức Quốc Xã sáp nhập Áo vào năm 1938, chức vụ tổng thống bị bãi bỏ. Sau khi Khối Đồng Minh giải phóng Áo vào năm 1945, Hiến pháp Áo và chức vụ tổng thống được khôi phục. Tuy vẫn nắm giữ quyền hạn to lớn trong nền Đệ nhị Cộng hòa nhưng tổng thống tự nguyện chọn làm người đứng đầu mang tính nghi lễ và biểu tượng, cho phép thủ tướng làm người đứng đầu chính phủ. Kể từ khi bầu cử trực tiếp tổng thống được quy định vào năm 1951, chỉ có những người ứng cử của Đảng Dân chủ Xã hội và Đảng Nhân dân Áo được bầu làm tổng thống, ngoại trừ tổng thống đương nhiệm Alexander Van der Bellen thuộc Đảng Xanh.
Tổng thống có quyền bổ nhiệm thủ tướng, phó thủ tướng và các bộ trưởng. Tổng thống ký ban hành luật, bổ nhiệm thẩm phán Tòa án tối cao, ký điều ước quốc tế và thực hiện những nhiệm vụ nghi lễ. Ngoài ra, tổng thống có quyền miễn nhiệm thủ tướng, Nội các, giải tán Hội đồng Quốc dân, cơ quan lập pháp bang, ban hành sắc lệnh và là tổng tư lệnh Quân đội Áo nhưng những quyền hạn này chưa bao giờ hoặc hiếm khi được sử dụng. Tổng thống đứng đầu trong thứ tự ưu tiên của Áo, trước Đoàn Chủ tịch Hội đồng Quốc dân và thủ tướng.
Nơi ở và làm việc chính thức của tổng thống là Cánh Leopold của Cung điện Hofburg tại Viên.

## Lịch sử

### Bối cảnh

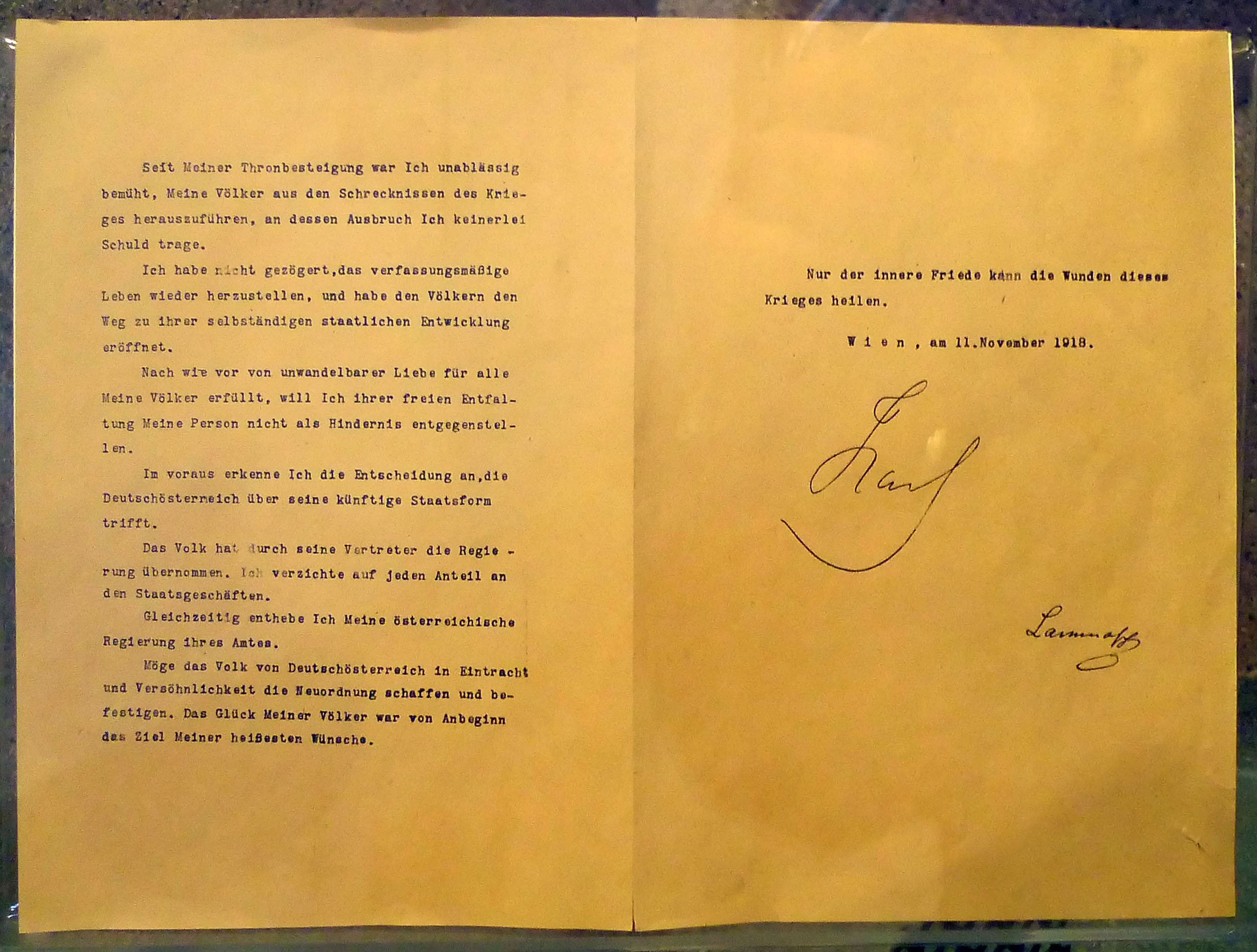
"Chiếu thoái vị" của Hoàng đế Karl I.

Trước khi Đế quốc Áo-Hung sụp đổ vào cuối Chiến tranh thế giới thứ nhất, Áo là một phần của một chế độ quân chủ với hoàng đế Áo là nguyên thủ quốc gia kiêm người đứng đầu chính phủ. Đế quốc Áo-Hung bắt đầu rạn nứt đáng kể vào cuối năm 1917 và tan rã thành những quốc gia tàn tồn sau đó.
Đối mặt với sự bất lực của hoàng đế, các thành viên của Viện Dân biểu Nghị viện Đế quốc - đại diện cho Cisleithania, bao gồm những tỉnh dân tộc Đức của Đế quốc Áo-Hung - thành lập Quốc hội lâm thời vào ngày 21 tháng 10 năm 1918. Ngày 30 tháng 10, Quốc hội lâm thời thông qua bản hiến pháp tạm thời, tuyên bố thành lập Cộng hòa Áo - Đức Quốc hội lâm thời bầu ra đoàn chủ tịch gồm ba người, một trong số họ là Karl Seitz, và thành lập Hội đồng Nhà nước làm chính phủ lâm thời. Trong khoảng hai tuần, Đế quốc Áo-Hung và Cộng hòa Áo - Đức tồn tại song song, có dân số và lãnh thổ gần giống nhau.
Ngày 11 tháng 11, Hoàng đế Karl I của Áo giải tán Nội các Đế quốc và chính thức từ bỏ quyền tham gia vào chính phủ nhưng không thoái vị, thực chất chỉ là án binh bất động. Tuy nhiên, Quốc hội lâm thời tuyên bố Áo - Đức là một nước cộng hòa vào ngày hôm sau. Mặc dù Đế quốc Áo-Hung trên thực tế đã tan rã nhưng Cộng hòa Áo - Đức từ chối được coi là nhà nước kế thừa của Đế quốc Áo-Hungary cho nên chế độ quân chủ vẫn tiếp tục tồn tại về mặt pháp lý và Hoàng đế Karl I tiếp tục thực hiện những quyền hạn nghi lễ. Tháng 4 năm 1919, Cộng hòa Áo-Đức ban hành Luật Habsburg, chính thức phế bỏ chế độ quân chủ và truất ngôi, lưu đày Karl I.
Hội đồng Nhà nước tiếp quản những nhiệm vụ và quyền hạn của hoàng đế, trong khi đoàn chủ tịch Quốc hội lâm thời trở thành chủ tịch tập thể của Áo.

### Thành lập
Ngày 4 tháng 3 năm 1919, Quốc hội lập hiến Áo, là nghị viện đầu tiên của Áo được bầu ra theo nguyên tắc phổ thông đầu phiếu, họp lần đầu tiên. Ngày 5 tháng 3, Seitz được bầu làm chủ tịch Quốc hội lập hiến. Ngày 15 tháng 3, Quốc hội lập hiến giải tán Hội đồng Nhà nước - biến Seitz thành nguyên thủ quốc gia - và bắt đầu soạn thảo hiến pháp mới trong cùng năm. Đảng Xã hội Kitô giáo chủ trương thành lập một chức vụ tổng thống với quyền hành pháp toàn diện, tương tự như tổng thống Cộng hòa Weimar. Tuy nhiên, Đảng Công nhân Dân chủ Xã hội lo sợ rằng một tổng thống như vậy sẽ trở thành "hoàng đế thay thế" cho nên đề xuất đoàn chủ tịch Quốc hội làm chủ tịch tập thể. Cuối cùng, Quốc hội lập hiến chọn một phương án thỏa hiệp, thành lập một chức vụ tổng thống tách biệt với Quốc hội nhưng không có quyền lực.
Ngày 1 tháng 10, Luật Hiến pháp Liên bang được Quốc hội lập hiến ban hành. Hiến pháp mới có hiệu lực vào ngày 10 tháng 11, biến Seitz thành tổng thống Áo trên thực tế. Hiến pháp quy định tổng thống do Quốc hội bầu ra trong một phiên họp chung của cả hai viện Quốc hội. Ngày 9 tháng 12 năm 1920, Quốc hội bầu Michael Hainisch làm tổng thống chính thức đầu tiên của Áo.

### Đệ nhất Cộng hòa

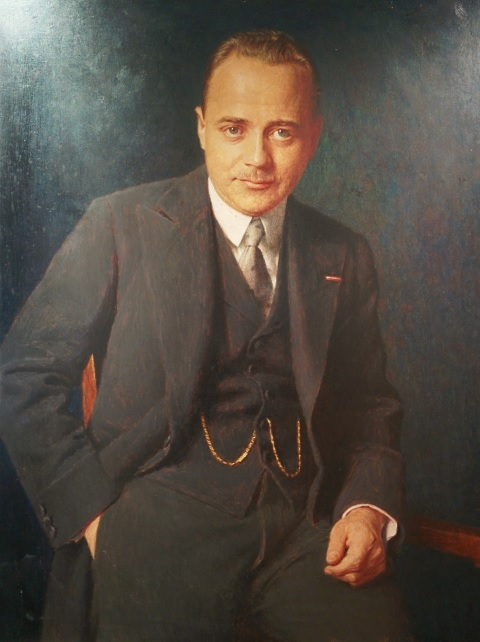
Thủ tướng Engelbert Dollfuss đóng một vai trò quan trọng trong lịch sử chủ nghĩa phát xít.

Chế độ đại nghị của nền Đệ nhất Cộng hòa không được dư luận ủng hộ, dẫn đến sự trỗi dậy của tổ chức độc tài bán quân sự Heimwehr, chủ trương tập trung quyền lực vào chức vụ tổng thống. Ngày 7 tháng 12 năm 1929, dưới sức ép ngày càng tăng từ Heimwehr, Hiến pháp Áo được sửa đổi để trao cho tổng thống quyền hành pháp và lập pháp sâu rộng. Ngoài ra, tổng thống được bầu ra theo phổ thông đầu phiếu và nhiệm kỳ của tổng thống được kéo dài lên sáu năm. Tuy tổng thống phải thực hiện hầu hết những quyền hạn này thông qua các bộ trưởng nhưng về mặt pháp lý thì chế độ đại nghị đã biến thành chế độ tổng thống. Cuộc bầu cử tổng thống đầu tiên được dự kiến tổ chức vào năm 1934. Tuy nhiên, do hậu quả của cuộc Đại khủng hoảng, tất cả các đảng đồng ý không tổ chức bầu cử để cho Quốc hội bầu lại Wilhelm Miklas.
Ngày 1 tháng 5 năm 1934, Thủ tướng Engelbert Dollfuss thuộc Mặt trận Tổ quốc chính thức bãi bỏ Hiến pháp Áo, thay thế chế độ đại nghị bằng một chế độ độc tài tập đoàn, tập trung quyền lực vào chức vụ thủ tướng. Miklas bị tước bỏ những quyền hạn đã được trao vào năm 1929 nhưng đồng ý tiếp tục làm tổng thống bù nhìn nhằm duy trì tính liên tục của chế độ. Tuy nhiên, ông không hoàn toàn bất lực: trong cuộc khủng hoảng Anschluss, ông là một trong những người phản kháng cứng rắn nhất trước những yêu sách của Đức Quốc Xã. Về mặt pháp lý thì ông vẫn là tổng thống cho đến khi Áo bị Đức Quốc Xã sáp nhập vào ngày 13 tháng 3 năm 1938. Việc sáp nhập được hợp thức hóa trong một trò hề trưng cầu ý dân với 99% số phiếu bầu ủng hộ Anschluss.

### Đệ nhị Cộng hòa
Khi Áo tái lập nền độc lập vào ngày 27 tháng 4 năm 1945, các lãnh đạo đảng tham gia Nội các lâm thời quyết định khôi phục Hiến pháp năm 1920 với sửa đổi năm 1929. Tuy vẫn còn gây tranh cãi vào thời điểm đó nhưng những sửa đổi này đã trở thành một phần của chế độ lập hiến Áo. Nội các lâm thời cũng sợ rằng việc thảo luận kéo dài có thể khiến Lục quân Xô Viết lúc đó đang kiểm soát Viên áp đặt một chế độ cộng sản. Hiến pháp Áo có hiệu lực lại từ ngày 1 tháng 5, vẫn bao gồm điều khoản quy định bầu cử trực tiếp tổng thống. Tuy nhiên, sau cuộc bầu cử lập pháp vào tháng 11 năm 1945, Quốc hội tạm thời đình chỉ điều khoản này và bầu Karl Renner làm tổng thống Áo kể từ ngày 20 tháng 12. Renner trên thực tế đã là nguyên thủ quốc gia được dư luận công nhận và lý do chính của việc đình chỉ dường như là vì thiếu tiền. Từ cuộc bầu cử tổng thống năm 1951, tất cả các tổng thống đều được trực tiếp bầu ra.
Trong nền Đệ nhị Cộng hòa, tổng thống đóng một vai trò thụ động trong hoạt động chính trị hàng ngày và hiếm khi trở thành tâm điểm truyền thông, ngoại trừ trong cuộc bầu cử tổng thống và những biến động chính trị. Một ngoại lệ đáng chú ý là Kurt Waldheim, ông đã trở thành chủ đề gây tranh cãi trong nước và quốc tế sau khi sự nghiệp quân sự của ông trong Wehrmacht và Sturmabteilung bị tiết lộ. Một ngoại lệ khác là Thomas Klestil, ông đã cố gắng tích cực tham gia chính trị: ông kêu gọi chính phủ đại liên hiệp tiếp tục nắm quyền và vận động làm đại diện của Áo trong Hội đồng châu Âu nhưng cuối cùng thất bại.
Alexander Van der Bellen (thường được coi là thân với Đảng Xanh) là tổng thống đầu tiên không thuộc Đảng Dân chủ Xã hội hoặc Đảng Nhân dân Áo và tổng thống đầu tiên miễn nhiệm thủ tướng và toàn bộ Nội các bị Quốc hội bỏ phiếu bất tín nhiệm.

## Bầu cử

### Quy trình
Tổng thống Áo được bầu ra theo phổ thông đầu phiếu. Nhiệm kỳ của tổng thống là sáu năm. Không ai được giữ chức vụ tổng thống quá hai nhiệm kỳ liên tiếp. Công dân Áo đủ 16 tuổi trở lên mà không bị phạt tù quá một năm tù có quyền bầu cử tổng thống. Trong trường hợp bị phạt tù quá một năm thì được khôi phục quyền bầu cử sáu tháng sau khi ra tù.
Cho đến ngày 1 tháng 10 năm 2011, công dân Áo có quyền bầu cử thành viên Hội đồng Quốc dân và đủ 35 tuổi trở có quyền ứng cử tổng thống, ngoại trừ các thành viên của bất kỳ vương tộc nào (nhằm phòng ngừa những thành phần bảo hoàng chống phá chính quyền, chủ yếu nhằm vào các thành viên của Vương tộc Habsburg). Nhờ sự vận động của Ulrich Habsburg-Lothringen, ngoại lệ đối với các thành viên vương tộc bị bãi bỏ từ năm 2011.
Tổng thống được bầu ra theo chế độ bầu cử hai vòng. Nếu không có người ứng cử nào nhận được quá nửa số phiếu hợp lệ ở vòng đầu tiên thì phải tổ chức vòng bỏ phiếu thứ hai trong đó chỉ có hai người ứng cử viên nhận được số phiếu lớn nhất ở vòng đầu tiên. Tuy nhiên, hiến pháp cũng quy định rằng tổ chức đề cử một trong hai người ứng cử này có thể đề cử một người thay thế ở vòng hai. Nếu chỉ có một người ứng cử tổng thống thì cử tri có quyền chấp nhận hoặc từ chối người ứng cử đó trong một cuộc trưng cầu ý dân.
Tổng thống không được kiêm nhiệm chức vụ nào khác.

### Tuyên thệ nhậm chức
Điều 62 Hiến pháp Áo quy định tổng thống phải tuyên thệ nhậm chức trước Quốc hội. Lời tuyên thệ nhậm chức như sau:
| “ | Tôi long trọng tuyên thệ rằng tôi sẽ trung thành tuân thủ Hiến pháp và mọi luật pháp của nước Cộng hòa Áo và nỗ lực hoàn thành nhiệm vụ của tôi theo hiểu biết và lương tâm của tôi. | ” |

## Nhiệm vụ và quyền hạn
Nhiệm vụ và quyền hạn của tổng thống được quy định tại Luật Hiến pháp Liên bang, pháp luật, quy ước và tiền lệ
Mọi văn bản, quyết định của tổng thống đều phải có yêu cầu hoặc/và chữ tiếp ký, trừ khi hiến pháp quy định khác. Yêu cầu được đưa ra trên cơ sở tùy ý, chữ tiếp ký xác nhận rằng văn bản, quyết định đã được tổng thống ký và đáp ứng tất cả các điều kiện tiên quyết của hiến pháp. Cơ quan tiếp ký chịu trách nhiệm thi hành văn bản, quyết định của tổng thống.
| Quyền                                                                  | Phải có yêu cầu của                                              | Phải có sự tiếp ký của  |
| Hành pháp                                                              | Hành pháp                                                        | Hành pháp               |
| ---------------------------------------------------------------------- | ---------------------------------------------------------------- | ----------------------- |
| Bổ nhiệm thủ tướng                                                     | Không cần thiết                                                  | Thủ tướng               |
| Miễn nhiệm thủ tướng                                                   | Không cần thiết                                                  | Không cần thiết         |
| Bổ nhiệm Nội các                                                       | Thủ tướng                                                        | Thủ tướng               |
| Miễn nhiệm Nội các                                                     | Không cần thiết                                                  | Không cần thiết         |
| Bổ nhiệm bộ trưởng hoặc quốc vụ khanh                                  | Thủ tướng                                                        | Thủ tướng               |
| Miễn nhiệm bộ trưởng hoặc quốc vụ khanh                                | Thủ tướng (trừ phi khi thi hành quyết định của Tòa án Hiến pháp) | Thủ tướng               |
| Bổ nhiệm quan chức liên bang                                           | Bộ trưởng hữu quan                                               | Bộ trưởng hữu quan      |
| Thực hiện quyền tổng tư lệnh                                           | Không cần thiết                                                  | Không cần thiết         |
| Lập pháp                                                               |                                                                  |                         |
| Ban hành sắc lệnh                                                      | Nội các                                                          | Thủ tướng               |
| Giải tán Hội đồng Quốc dân                                             | Nội các                                                          | Thủ tướng               |
| Giải tán cơ quan lập pháp bang                                         | Nội các                                                          | Thủ tướng               |
| Ký ban hành luật                                                       | Thủ tướng                                                        | Thủ tướng               |
| Triệu tập kỳ họp lập hiến Hội đồng Quốc dân                            | Nội các                                                          | Thủ tướng               |
| Triệu tập kỳ họp Hội đồng Quốc dân                                     | Nội các                                                          | Thủ tướng               |
| Triệu tập kỳ họp bất thường Hội đồng Quốc dân (khi xét thấy cần thiết) | Không cần thiết                                                  | Không cần thiết         |
| Triệu tập kỳ họp bất thường Hội đồng Quốc (bắt buộc)                   | Nội các, Hội đồng Quốc dân hoặc Hội đồng Liên bang               | Không cần thiết         |
| Ngừng kỳ họp Hội đồng Quốc dân                                         | Hội đồng Quốc dân                                                | Không cần thiết         |
| Quyết định trưng cầu ý dân                                             | Nội các                                                          | Thủ tướng               |
| Triệu tập phiên họp chung Quốc hội                                     | Nội các                                                          | Thủ tướng               |
| Tư pháp                                                                |                                                                  |                         |
| Bổ nhiệm thẩm phán Tòa án tối cao và Tòa án hành chính tối cao         | Nội các                                                          | Thủ tướng               |
| Bổ nhiệm thẩm phán Tòa án Hiến pháp                                    | Nội các, Hội đồng Quốc dân và Hội đồng Liên bang                 | Thủ tướng               |
| Thi hành quyết định của Tòa án Hiến pháp (cấp liên bang)               | Tòa án Hiến pháp                                                 | Không cần thiết         |
| Thi hành quyết định của Tòa án Hiến pháp (cấp bang)                    | Tòa án Hiến pháp                                                 | Tòa án Hiến pháp        |
| Ân xá                                                                  | Bộ trưởng bộ tư pháp                                             | Bộ trưởng bộ tư pháp    |
| Ngoại giao                                                             |                                                                  |                         |
| Ký điều ước quốc tế                                                    | Nội các                                                          | Thủ tướng               |
| Cho phép chính quyền bang ký điều ước quốc tế                          | Chính quyền bang                                                 | Thống đốc               |
| Tiếp nhận đại diện ngoại giao nước ngoài                               | Bộ trưởng bộ ngoại giao                                          | Bộ trưởng bộ ngoại giao |
| Phê chuẩn bổ nhiệm lãnh sự                                             | Bộ trưởng bộ ngoại giao                                          | Bộ trưởng bộ ngoại giao |
| Bổ nhiệm đại diện lãnh sự                                              | Bộ trưởng bộ ngoại giao                                          | Bộ trưởng bộ ngoại giao |

### Hành chính

#### Bổ nhiệm Nội các

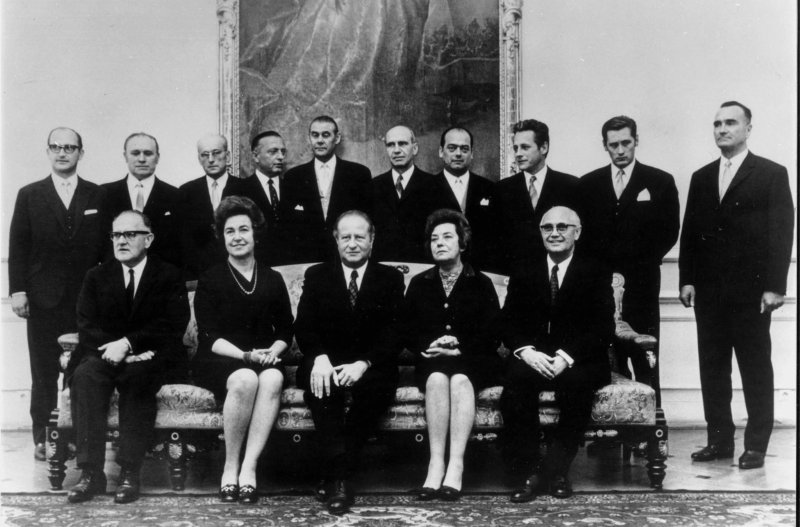
Nội các Kreisky I, Thủ tướng Bruno Kreisky ngồi ở giữa và Tổng thống Rudolf Kirchschläger đứng đằng sau ông (chính giữa bên phải)

Tổng thống bổ nhiệm thủ tướng, phó thủ tướng và các bộ trưởng của Nội các Áo.
Sau cuộc bầu cử Hội đồng Quốc dân, tổng thống mời một ứng cử viên thủ tướng của đảng giành được nhiều ghế nhất thành lập Nội các. Về mặt pháp lý, tổng thống có quyền bổ nhiệm bất cứ công dân nào làm thủ tướng. Tuy nhiên, Hội đồng Quốc dân có thể bỏ phiếu bất tín nhiệm đối với thủ tướng, bộ trưởng hoặc toàn bộ Nội các bất cứ lúc nào nên tổng thống bị hạn chế đáng kể về lựa chọn thủ tướng.
Chỉ có ba tổng thống từ chối bổ nhiệm một thành viên Nội các: Karl Renner từ chối bổ nhiệm lại một bộ trưởng bị nghi ngờ tham nhũng, Theodor Körner từ chối yêu cầu của Thủ tướng Leopold Figl bổ nhiệm một Nội các bao gồm Liên đoàn những người độc lập cực hữu, Thomas Klestil từ chối bổ nhiệm một người đã bị truy tố và một người thường xuyên có những phát ngôn cực đoan và bài ngoại.

#### Miễn nhiệm Nội các
Tổng thống có quyền tự ý miễn nhiệm thủ tướng và toàn bộ Nội các và miễn nhiệm thành viên Nội các theo yêu cầu của thủ tướng. Cho đến nay, chưa có tổng thống nào tự ý miễn nhiệm toàn bộ Nội các. Tổng thống Wilhelm Miklas không miễn nhiệm Thủ tướng Engelbert Dollfuß khi ông bãi bỏ Hiến pháp Áo để thành lập Nhà nước Liên bang Áo.
Trước nay, việc miễn nhiệm một bộ trưởng chỉ xảy ra một lần, khi Thủ tướng Sebastian Kurz yêu cầu Tổng thống Alexander Van der Bellen miễn nhiệm Bộ trưởng Bộ Nội vụ Herbert Kickl. Sau vụ Ibiza, Kickl lo sợ Nội các sẽ cho nên muốn bổ nhiệm Peter Goldgruber làm tổng cục trưởng Tổng cục Công an vì Kickl có quan hệ mật thiết với Goldgruber, nhằm nắm quyền kiểm soát ngành cảnh sát. Tuy nhiên, Tổng thống Alexander Van der Bellen từ chối bổ nhiệm Goldgruber theo một quy ước không bổ nhiệm nhân sự cấp cao trong thời kỳ chuyển tiếp.
Tổng thống là người duy nhất có thẩm quyền miễn nhiệm thành viên Nội các. Ngay cả khi một thành viên Nội các từ chức hoặc bị bỏ phiếu bất tín nhiệm, tổng thống vẫn phải phê chuẩn miễn nhiệm.

#### Bổ nhiệm quan chức khác
Tổng thống bổ nhiệm tất cả các quan chức liên bang, bao gồm các sĩ quan, quân nhân, thẩm phán, cán bộ và công chức nhưng quyền hạn này đã được giao theo luật định hoặc theo quy ước cho các bộ trưởng và cấp dưới của họ. Tuy nhiên, tổng thống vẫn có quyền bổ nhiệm những nhân sự cấp cao của bộ máy nhà nước liên bang.
Tổng thống làm lễ tuyên thệ nhậm chức tất cả các thống đốc sau khi được cơ quan lập pháp bang bầu ra bởi vì thống đốc bang không chỉ là người đứng đầu chính quyền bang mà còn là đại diện của Nội các tại bang đó.

### Lập pháp

#### Ký ban hành luật
Tổng thống ký ban hành luật. Khi ký ban hành luật, tổng thống có nhiệm vụ kiểm tra xem một đạo luật có được thông qua theo các quy trình, thủ tục hiến pháp hay không. Trong trường hợp trái với quy định hiến pháp thì tổng thống không được ký ban hành đạo luật.
Tổng thống thường không xem xét tính hợp hiến của một đạo luật. Có ý kiến cho rằng tổng thống có thể từ chối ký ban hành một đạo luật rõ ràng là vi hiến. Lần duy nhất một tổng thống từ chối ký ban hành một đạo luật là khi Tổng thống Heinz Fischer từ chối ký ban hành một dự luật bao gồm các điều khoản hình sự có hiệu lực hồi tố.
Một dự luật được trình trước Quốc hội được Hội đồng Quốc dân thông qua và được Hội đồng Liên bang phê duyệt. Dự luật được Quốc hội thông qua được thủ tướng đệ trình lên tổng thống. Sau khi được tổng thống ký ban hành, dự luật được thủ tướng tiếp ký và công bố trên công báo liên bang trước khi có hiệu lực.

#### Giải tán Hội đồng Quốc dân

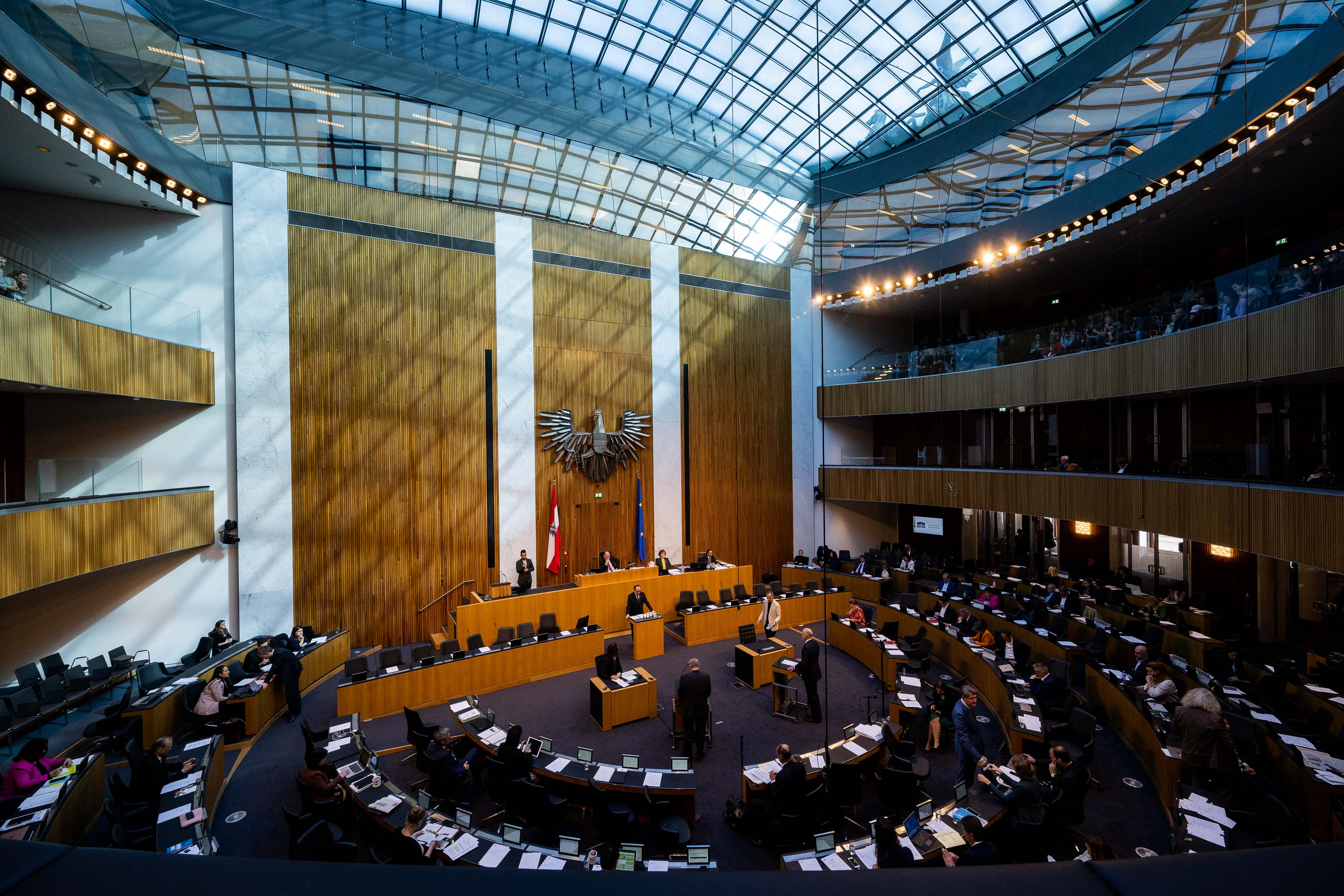
Hội trường Hội đồng Quốc dân sau khi được sửa chữa.

Tổng thống có quyền giải tán Hội đồng Quốc dân theo yêu cầu của Nội các, nhưng chỉ một lần vì lý do tương tự. Tiểu ban thường trực Ủy ban chính của Hội đồng Quốc dân là cơ quan thường trực cho đến khi Hội đồng Quốc dân mới được triệu tập. Trong trường hợp Hội đồng Quốc dân tự giải tán, Hội đồng quốc dân tiếp tục họp cho đến khi bầu xong Hội đồng quốc dân mới.
Cho đến nay, Tổng thống Wilhelm Miklas là tổng thống duy nhất đã giải tán Hội đồng Quốc dân sau khi khối liên hiệp của Đảng Xã hội Kitô giáo trong Quốc hội tan rã.

#### Giải tán cơ quan lập pháp bang
Tổng thống có quyền giải tán cơ quan lập pháp bang theo yêu cầu của Nội các và với sự đồng ý của hai phần ba số thành viên Hội đồng Liên bang.  Đoàn đại biểu của bang có cơ quan lập pháp bị giải tán không được tham gia biểu quyết. Tuy nhiên, tổng thống chỉ được giải tán cơ quan lập pháp bang một lần vì lý do tương tự.
Việc giải tán cơ quan lập pháp bang được coi là xâm phạm chủ nghĩa liên bang, vi phạm quyền tự chủ, tự quản của các bang và quyền hạn này trước nay chưa bao giờ được sử dụng.

#### Ban hành sắc lệnh
Tổng thống có quyền ban hành sắc lệnh trong trường hợp khẩn cấp. Hiến pháp Áo quy định:
| “ | Để tránh những thiệt hại không thể khắc phục đối với công chúng, trong thời gian Hội đồng Quốc dân không họp và không thể được triệu tập kịp thời, theo yêu cầu của Nội các và với sự đồng ý của Tiểu ban Thường trực Ủy ban Chính của Hội đồng Quốc dân, tổng thống có quyền ban hành sắc lệnh. | ” |

Sắc lệnh của tổng thống không thể sửa đổi hiến pháp hoặc những đạo luật cơ bản. Sắc lệnh phải được trình Hội đồng Quốc dân phê chuẩn hoặc bãi bỏ ngay khi Hội đồng Quốc dân có thể họp. Quyền ban hành sắc lệnh chưa bao giờ được sử dụng.

#### Những quyền lập pháp khác
Tổng thống triệu tập và ngừng kỳ họp Hội đồng Quốc dân. Trường hợp Nội các hoặc một phần ba số thành viên Hội đồng Quốc gia hoặc Hội đồng Liên bang yêu cầu thì tổng thống triệu tập kỳ họp bất thường. Tổng thống cũng có quyền triệu tập một phiên họp chung Quốc hội. Tổng thống quyết định trưng cầu ý dân ràng buộc (Volksabstimmung) hoặc không ràng buộc (Volksbefragung).

### Tư pháp

#### Thi hành quyết định của Tòa án Hiến pháp
Tổng thống có nhiệm vụ thi hành quyết định của Tòa án Hiến pháp theo yêu cầu của Tòa án Hiến pháp nếu việc thi hành không thuộc thẩm quyền của tòa án thông thường.

#### Bổ nhiệm thẩm phán

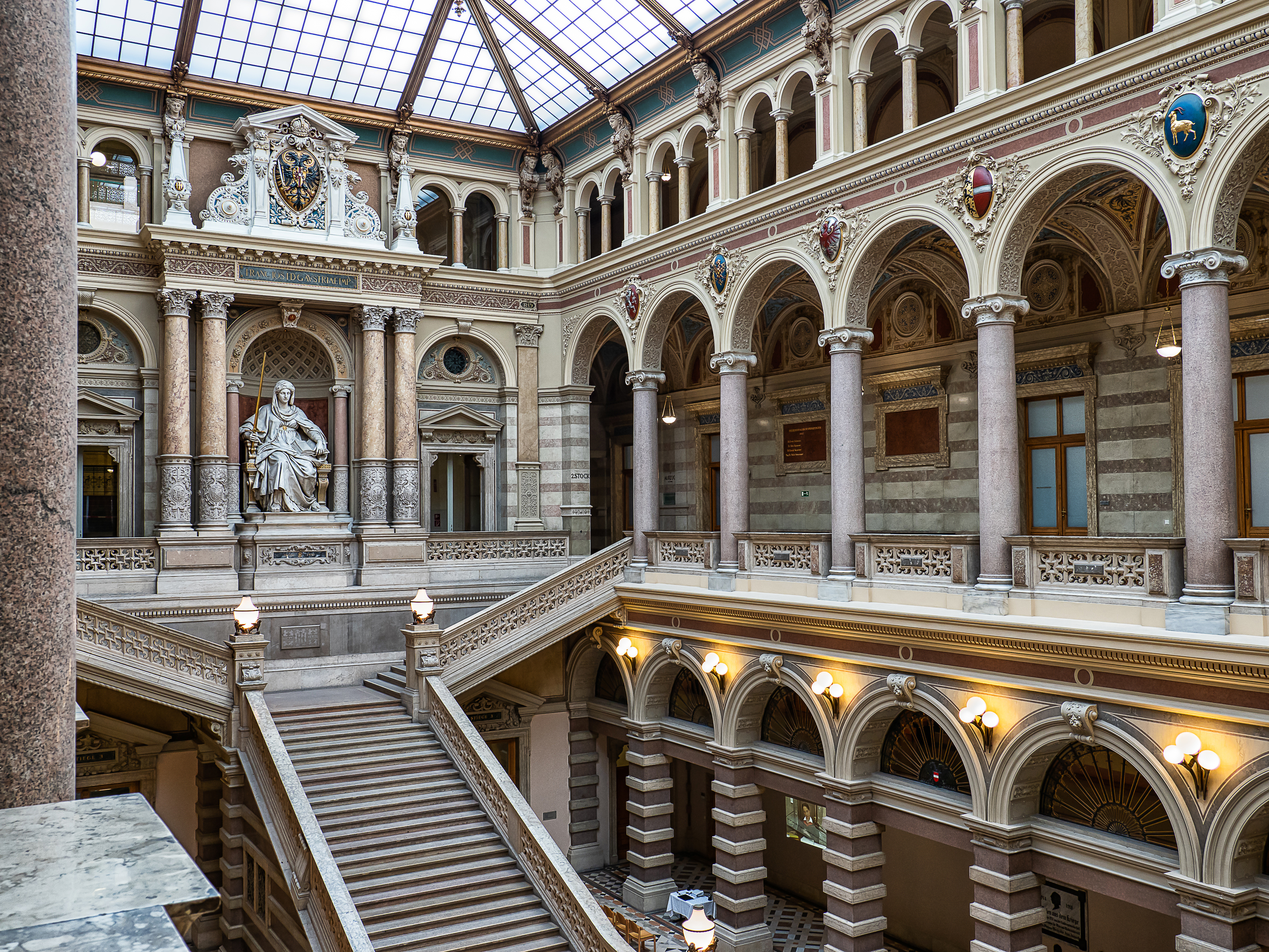
Cung Tư pháp, trụ sở Tòa án tối cao.

Tổng thống bổ nhiệm chủ tịch, phó chủ tịch, sáu thẩm phán chính thức và ba thẩm phán dự khuyết của Tòa án Hiến pháp theo đề nghị của Nội các, ba thẩm phán chính thức và hai thẩm phán dự khuyết theo đề nghị của Hội đồng Quốc dân và ba thẩm phán chính thức và một thẩm phán dự khuyết theo đề nghị của Hội đồng Liên bang.
Tổng thống cũng bổ nhiệm thẩm phán Tòa án tối cao và Tòa án hành chính tối cao theo đề nghị của Nội các. Nội các trình danh sách thẩm phán lên tổng thống theo đề cử của chính Tòa án tối cao và Tòa án hành chính tối cao.

#### Ân xá
Tổng thống có quyền ân xá, thay đổi bản án và giảm hình pháp. Tòa án Hiến pháp đã quyết định rằng lệnh ân xá của tổng thống không chỉ hủy bỏ bản án mà còn xóa án tích. Tổng thống cũng có quyền xóa tiền án của một người hoặc giới hạn người có thể truy cập tiền án của một người.
Người bị kết án muốn được khoan hồng phải làm đơn xin ân xá gửi Bộ Tư pháp. Bộ trưởng Bộ Tư pháp chấp nhận hoặc bác đơn ân xá. Nếu đơn ân xá được chấp nhận thì sẽ được trình lên tổng thống quyết định. Tổng thống thường chấp nhận yêu cầu của bộ trưởng Bộ Tư pháp. Tổng thống không thể ban hành lệnh ân xá nếu không có yêu cầu của bộ trưởng Bộ Tư pháp.

### Ngoại giao
Tổng thống thay mặt Áo về đối ngoại. Tổng thống quyết định đàm phán, ký điều ước quốc tế, tiếp nhận sứ giả nước ngoài, bổ nhiệm đại diện lãnh sự và phê chuẩn bổ nhiệm lãnh sự. Điều ước quốc tế sửa đổi hoặc bổ sung luật hiện hành phải được Hội đồng Quốc dân phê chuẩn.
Khi Áo gia nhập Liên minh châu Âu vào năm 1995, Tổng thống Thomas Klestil và Thủ tướng Franz Vranitzky có sự bất đồng về việc ai sẽ đại diện cho Áo trong Hội đồng châu Âu. Cuối cùng, thủ tướng trở thành đại diện của Áo nhưng Klestil cho rằng thực chất ông giao quyền đại diện cho thủ tướng.

### Quân sự
Tổng thống là tổng tư lệnh (Oberbefehlshaber) Quân đội Áo. Quyền tổng tư lệnh là quyền hạn mơ hồ nhất trong số các quyền hạn của tổng thống vì phạm vi quyền tổng tư lệnh phần lớn chưa được xác định.
Tuy tổng thống trên cương vị tổng tư lệnh có cấp bậc cao hơn bộ trưởng quốc phòng và tất cả các quân nhân nhưng việc thực hiện quyền hạn quân sự của tổng thống phải có sự đồng ý của Nội các vì hiến pháp không quy định quyền tổng tư lệnh là một quyền hạn tự quyết của tổng thống.
Chưa có tổng thống nào sử dụng quyền tổng tư lệnh. Các hoạt động quân sự hàng ngày do bộ trưởng Bộ Quốc phòng điều hành, được hiến pháp quy định là tư lệnh tối cao (Befehlshaber) Quân đội Áo. Chính sách quốc phòng và các quyết định quân sự quan trọng thường do toàn thể Nội các đưa ra.

## Đương nhiệm

### Quyền miễn trừ
Tổng thống được hưởng quyền miễn trừ đối với tố tụng hình sự. Không được truy tố tổng thống, trừ phi có sự đồng ý của Quốc hội. Cơ quan truy tố phải nộp đơn yêu cầu truy tố tổng thống lên Hội đồng Quốc dân. Nếu Hội đồng Quốc gia đồng ý với yêu cầu này thì một phiên họp chung Quốc hội sẽ được triệu tập.
Hiến pháp không quy định tổng thống mà bị tòa án thông thường kết án thì bị cách chức. Tuy nhiên, một bản án tù sẽ khiến tổng thống không làm việc được trong thời gian dài, dẫn đến việc mất toàn bộ quyền hạn của tổng thống.

### Bãi nhiệm

#### Trưng cầu ý dân

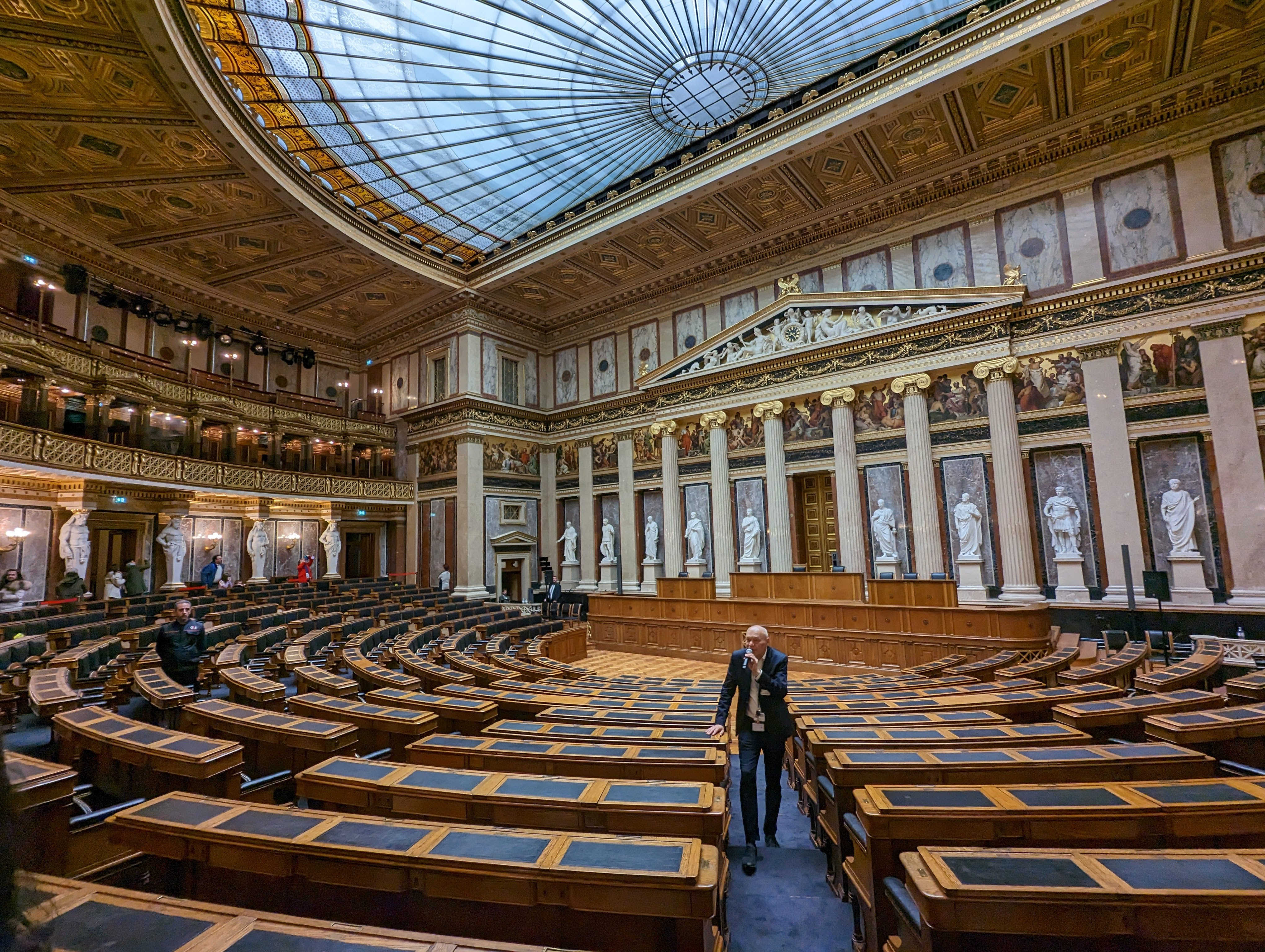
Hội trường phiên họp chung trong Nhà Quốc hội Áo.

Tổng thống có thể bị bãi nhiệm trong một cuộc trưng cầu ý dân.
Thủ tục trưng cầu ý dân bắt đầu khi Hội đồng Quốc dân biểu quyết một nghị quyết triệu tập phiên họp chung Quốc hội để xem xét bãi nhiệm tổng thống. Nếu ít nhất hai phần ba số thành viên Hội đồng Quốc dân có mặt biểu quyết tán thành và quá nửa tổng số thành viên Hội đồng Quốc dân tham gia phiên họp thì tổng thống không được thực hiện nhiệm vụ và quyền hạn của nữa. Quốc hội quyết định trưng cầu ý dân về bãi nhiệm tổng thống.
Nếu kết quả trưng cầu ý dân ủng hộ bãi nhiệm thì tổng thống bị bãi nhiệm. Nếu kết quả trưng cầu ý dân phản đối bãi nhiệm thì Hội đồng Quốc dân bị giải tán và phải tổ chức bầu cử Hội đồng Quốc dân mới.

#### Luận tội
Tổng thống có thể bị Quốc hội luận tội trước Tòa án Hiến pháp vì vi phạm hiến pháp.
Thủ tục luận tội bắt đầu tại Hội đồng Quốc dân hoặc Hội đồng Liên bang. Nếu một trong hai viện Quốc hội thông qua nghị quyết yêu cầu luận tội thì một phiên họp chung Quốc hội được triệu tập. Luận tội tổng thống phải được hai phần ba số thành viên Quốc hội biểu quyết tán thành và có quá nửa tổng số thành viên Hội đồng Quốc dân và Hội đồng Liên bang tham gia phiên họp.
Quốc hội đóng vai trò là nguyên đơn luận tội tổng thống trước Tòa án Hiến pháp. Nếu Tòa án kết tội tổng thống vi phạm hiến pháp thì tổng thống bị bãi nhiệm. Nếu tổng thống chỉ bị kết tội nhẹ thì tổng thống bị khiển trách và được tiếp tục giữ chức vụ.

### Kế nhiệm
Hiến pháp Áo không quy định chức vụ phó tổng thống. Nếu tổng thống không làm việc được trong thời gian ngắn thì thủ tướng thực hiện nhiệm vụ và quyền hạn của tổng thống trong thời hạn 20 ngày nhưng thủ tướng không nhận được chức danh "quyền tổng thống".
Đoàn Chủ tịch Hội đồng Quốc dân thực hiện nhiệm vụ và quyền hạn của tổng thống trong ba trường hợp sau đây:
- Sau khi hết thời hạn hai mươi ngày thủ tướng thực hiện nhiệm vụ và quyền hạn của tổng thống;[33][83]
- Trong trường hợp khuyết tổng thống vì tổng thống qua đời, từ chức hoặc bị bãi nhiệm;
- Khi tổng thống không được thực hiện nhiệm vụ và quyền hạn của tổng thống vì Hội đồng Quốc dân đã triệu tập phiên họp chung Quốc hội để xem xét bãi nhiệm tổng thống thông qua trưng cầu ý dân.

### Lương
Mức lương của tổng thống Áo là 349.398 euro/năm, múc lương của thủ tướng Áo là 311.962 euro/năm. Mức lương này cao hơn so với thủ tướng Đức (251.448 euro), tổng thống Pháp (179.000 euro), thủ tướng Anh (169.284 euro), tổng thống Nga (125.973 euro) và chủ tịch nước Trung Quốc (19.275 euro).

### Nơi ở và làm việc chính thức
Nơi ở và làm việc chính thức của tổng thống là Cánh Leopold trong Cung điện Hoftburg ở quận Nội Thành tại Viên.
Cung điện Hofburg được xây dựng dưới thời Hoàng đế La Mã Thần thánh Leopold I vào thế kỷ 13. Sau khi Đế quốc Áo-Hung sụp đổ, chế độ Đệ nhất Cộng hòa chủ ý giữ khoảng cách với những tàn dư của chế độ quân chủ, cho nên nơi làm việc ban đầu của tổng thống là Phủ Thủ tướng. Phủ Thủ tướng bị quân Đồng Minh bắn phá nghiêm trọng trong Chiến tranh thế giới thứ hai nên tổng thống phải chuyển đến chỗ khác. Karl Renner, tổng thống đầu tiên của nền Đệ nhị Cộng hòa, chọn Cánh Leopold của Cung điện Hofburg làm nơi làm việc mới vì việc xây dựng và lịch sử của nó (đặc biệt là thiết kế nội thất) chịu ảnh hưởng của Hoàng hậu La Mã Thần thánh Maria Theresia, người được dư luận tốt vào thời điểm đó. Phủ Thủ tướng sau đó được xây dựng lại và hiện là nơi làm việc của thủ tướng.
Hiện tại, Cánh Leopold là trụ sở của Phủ Tổng thống trên tầng hai và tầng ba. Tổng thống có một dinh thự mùa hè ở Steiermark được gọi là Nhà nghỉ Săn bắn Mürzsteg. Tuy nguyên Tổng thống Heinz Fischer đã cam kết bán tòa nhà trong khi vận động tranh cử tổng thống nhưng nhà nghỉ này được ông và người kế nhiệm sử dụng để tiếp đón các vị khách và các quan chức nước ngoài.

### Bảo vệ
Tổng thống được nhiều điều khoản của bộ luật hình sự bảo vệ. Ví dụ: Điều 249 Bộ luật Hình sự quy định:
Người nào sử dụng vũ lực hoặc tống tiền để phế truất tổng thống hoặc sử dụng một trong những biện pháp này để ép buộc hoặc ngăn cản việc thực hiện quyền hạn của tổng thống thì bị phạt tù đến mười năm.

## Phủ Tổng thống
Phủ Tổng thống (Präsidentschaftskanzlei)  là cơ quan trực thuộc tổng thống, có nhiệm vụ tham mưu cho tổng thống về việc thực hiện nhiệm vụ và quyền hạn của tổng thống, làm liên lạc giữa tổng thống và các chính trị gia, nhà ngoại giao, công dân và quản lý tất cả các hoạt động hành chính hàng ngày khác liên quan đến tổng thống. Phủ Tổng thống gồm những thư ký, cố vấn chính trị, cố vấn pháp lý, người phát ngôn và một sĩ quan phụ tá phụ trách bảo vệ tổng thống. Phủ Tổng thống được đặt ở Cánh Leopold trong Cung điện Hofburg.